# الخضراء (سنحان)

تعديل مصدري - تعديل

الخضراء هي إحدى قرى عزلة وادي جبيب بمديرية سنحان وبني بهلول التابعة لمحافظة صنعاء، بلغ تعداد سكانها 794 نسمة حسب تعداد اليمن لعام 2004.